# Murphy Akanji
Murphy Akanji (ur. 1 grudnia 1977 w Lagosie) – nigeryjski piłkarz występujący na pozycji bramkarza.

## Kariera klubowa
Murphy Akanji jest wychowankiem klubu Niger Tornadoes. Następnie występował w innych nigeryjskich drużynach: Sharks FC, Udoji United i Julius Berger. W 2001 roku trafił do maltańskiej Sliemy Wanderers, gdzie występował aż przez 7 sezonów. Po sezonie 2007/2008 zakończył karierę piłkarską.

## Kariera reprezentacyjna
W reprezentacji Nigerii Akanji zadebiutował w 1999 roku. W sumie w kadrze grał przez 4 lata. Zdążył pojawić się na boiskach międzynarodowych 7-krotnie. Został także powołany na Puchar Narodów Afryki 2002.